# Yeşilyurt, Karayazı
Yeşilyurt là một xã thuộc huyện Karayazı, tỉnh Erzurum, Thổ Nhĩ Kỳ. Dân số thời điểm năm 2011 là 118 người.